# Guadiana (Hiszpania)
Guadiana – gmina w Hiszpanii, w prowincji Badajoz, w Estramadurze, o powierzchni 30,05 km². W 2011 roku gmina liczyła 2524 mieszkańców.